# 南卡羅來納州哥倫比亞聖殿
南卡羅來納哥倫比亞聖殿（Columbia South Carolina Temple）是耶穌基督後期聖徒教會的第62座聖殿。南卡羅來納哥倫比亞聖殿位於南卡羅來納州中部城市霍普金斯。聖殿在1998年12月5日動工，奉獻之前的開放期間中有約20,000人參觀。聖殿面積10,700平方英尺（990平方）。

## 外部連結
- 维基共享资源上的相關多媒體資源：南卡羅來納州哥倫比亞聖殿
- Official Columbia South Carolina Temple page （页面存档备份，存于）
- Columbia South Carolina Temple page